# Theodor in memoriam
|  | Denne artikel er oprettet af botten Steenthbot ud fra en ekstern database. Den kan derfor have sproglige fejl eller mangler. Denne skabelon kan fjernes efter kontrol af indholdet. |

Theodor in memoriam er en dansk dokumentarfilm fra 2016 instrueret af Ole Roos.

## Handling
Ole Roos’ poetiske og meget personlige portræt af vennen og kollegaen Theodor Christensen produceret i anledning af, at den legendariske dokumentarfilminstruktør i 2014 ville være fyldt 100 år. Filmen er ifølge Ole Roos ”en uforudsigelig blanding af personlige erindringer og konkretioner, i et fritstillet og uafhængigt filmdigt, men naturligvis baseret på de autentiske kendsgerninger.”